# Страшні історії для розповіді у темряві
«Страшні історії для розповіді у темряві» (англ. Scary Stories to Tell in the Dark) — фільм жахів 2019 року режисера Андре Овредала, оснований на однойменній дитячій серії книг Елвіна Шварца. Сценарій був адаптований Деном та Кевіном Гейгменами, продюсерами фільму стали Гільєрмо дель Торо, Патрік Мелтон та Маркус Данстан. Фільм є міжнародною копродукцією між США та Канадою, в якому знялися Зої Коллетті, Майкл Гарза, Габріель Раш, Остін Абрамс, Дін Норріс, Гіл Беллоуз і Лоррейн Туссен.
У 2013 CBS Films придбали права на дитячу серію книг «Страшні історії для розповіді у темряві» Елвіна Шварца з метою потенційного створення художнього фільму.
До січня 2016 року було оголошено, що дель Торо розробляє проєкт для CBS Films і потенційно може стати режисером, водночас він також буде продюсером фільму разом із Даніелем, Брауном та Грейв. Овредал був найнятий для постановки стрічки. Основне знімання почали 27 серпня 2018 року і закінчили 1 листопада 2018 року в Сент-Томасі, Онтаріо, Канада.

## У ролях
| Актор          | Роль                     |
| -------------- | ------------------------ |
| Зої Коллетті   | Стелла Ніколлс           |
| Майкл Гарза    | Рамон Моралес            |
| Габріель Раш   | Август Гільдербрандт     |
| Остін Абрамс   | Томмі Мілнер             |
| Дін Норріс     | Рой Ніколлс              |
| Джил Беллоус   | начальник поліції Тернер |
| Лоррейн Туссен | Лу Лу                    |
| Остін Заюр     | Чак Стейнберг            |
| Наталі Ганжорн | Рут Стейнберг            |
| Марі Ворд      | місіс Гільдербрандт      |
| Марк Стегер    | Гарольд                  |
| Кетлін Поллард | Сара Беллоуз             |
| Джил Беллоус   | начальник поліції Тернер |
| Вілл Карр      | Єфраім Беллоуз           |

## Виробництво

### Розвиток
У 2013 році CBS Films придбала права на серію дитячих книг Елвіна Шварца «Страшні історії для розповіді у темряві» з наміром створити художній фільм. 2014 року було оголошено, що письменник Джон Август напише сценарій для фільму CBS Films.
14 січня 2016 року було оголошено, що Гільєрмо дель Торо розробить проєкт для CBS Films і потенційно може стати режисером, водночас він також буде продюсером фільму разом із Шоном Даніелем, Джейсоном Брауном та Елізабет Грейв. У лютому 2016 року компанія CBS Films найняла братів-сценаристів Дана та Кевіна Гейгменів, щоб відшліфувати чернетку Августа, а перед ним Маркус Данстан і Патрік Мелтон написали сценарій. У грудні 2017 року повідомлялося, що Андре Овредал буде режисером фільму.
У квітні 2018 року повідомлялося, що дель Торо буде співсценаристом фільму, який буде фінансуватися CBS Films and Entertainment One.

### Кастинг
У серпні 2018 року до акторського складу приєдналися Зої Коллетті, Майкл Гарза, Остін Абрамс, Габріель Раш, Остін Заюр та Наталі Ганжорн. У вересні 2018 року Дін Норіс, Гіл Беллоуз, Лоррейн Туссен та Хав'єр Ботет отримали ролі.

### Знімання
Основне виробництво розпочалося 27 серпня 2018 року і закінчилося 1 листопада 2018 року в Сент-Томасі, Онтаріо.

## Реліз
Перші кадри фільму були показані на Супербоулі LIII. Перший трейлер вийшов 28 березня 2019 року, другий — 3 червня 2019 року.